# Лијепаја округ
Лијепаја округ (лет. Liepājas rajons, рус. Лиепайский район) је округ у републици Летонији, у њеном југозападном делу. Управно средиште округа је истоимени град Лиепаја, који чини засебан округ. Округ припада историјској покрајини Курземе.
Лијепаја округ је приморски округ у Летонији са дугом обалом на Балтику на западу. То је и погранични огруг према Литванији на југу. На истоку се округ граничи са округом Салдус, на североистоку са округом Кулдига и на северу са округом Вентспилс. Град Лијепаја се налази окружен округом, у његовом западном делу.

## Градови
- Лијепаја
- Павилоста
- Дурбе
- Гробина
- Ница (Летонија)
- Руцава
- Вајиноде
- Пријекуле
- Аизпуте